# فرانک مور (تیرانداز)
فرانک مور (انگلیسی: Frank Moore) تیرانداز اهل بریتانیا است.
وی در مسابقات کشوری و بین‌المللی در مجموع برندهٔ ۱ مدال طلا شده‌است.